# Netelia longitibiata
Netelia longitibiata är en stekelart som beskrevs av Lee och Cha 1996. Netelia longitibiata ingår i släktet Netelia och familjen brokparasitsteklar. Inga underarter finns listade i Catalogue of Life.